# Akodon aerosus
Akodon aerosus är en däggdjursart som beskrevs av Thomas 1913. Akodon aerosus ingår i släktet fältmöss, och familjen hamsterartade gnagare. IUCN kategoriserar arten globalt som livskraftig. Inga underarter finns listade.
Denna fältmus förekommer i Anderna i Sydamerika. Utbredningsområdet sträcker sig från Ecuador över Peru till Bolivia. Arten vistas vanligen mellan 1000 och 2250 meter över havet. Habitatet utgörs av bergsskogar och bergsängar samt trädgårdar. Akodon aerosus är främst aktiv på dagen och klättrar sällan i växtligheten. Den äter frön och andra växtdelar samt några insekter.